# Neil Primrose
Neil Primrose (Cumbernauld, 20 febbraio 1972) è un batterista scozzese della rock band dei Travis.

## Biografia
Figlio di un ingegnere, nei primi dieci anni della sua vita viaggiò con la famiglia, ovunque il lavoro di suo padre lo portasse. All'età di 15 anni, mentre frequentava una scuola superiore di Glasgow, si appassionò alla batteria, e negli anni immediatamente successivi, cercò di formare una band.
Questo avvenne all'inizio degli anni '90, con i Glass Onion, dei quali facevano parte Chris e Geoff Martyn e Andy Dunlop. Dopo anni di scarso successo, la formazione cambiò con l'arrivo di Francis Healy e del bassista Dougie Payne. Il nome della band divenne Travis.
A differenza degli altri membri della band, studenti alla Glasgow School of Art, Neil studiava informatica e si manteneva facendo diversi lavori. Inizialmente, i Travis provavano presso il The Horse Shoe Bar di Glasgow, dove Neil e Francis si erano incontrati per la prima volta. Nel 1996 la band si trasferì in un quartiere nel nord di Londra. Il loro primo album, Good Feeling, del 1997, ricevette una tiepida accoglienza. Sarà tra il 1999 e il 2001, con The Man Who prima, e The Invisible Band poi, che la band troverà la consacrazione, vendendo milioni di dischi in tutto il mondo.
Poco prima della registrazione del quarto album dei Travis, 12 Memories, Neil subì un grave infortunio alla spina dorsale, mentre stava nuotando in Francia. Questo comportò la cancellazione del tour imminente. Ci vollero molti mesi prima che recuperasse dall'incidente. Da allora, i Travis hanno proseguito la carriera con altri quattro album e diversi tour mondiali.
Neil è sposato con Esther, e ha due figlie. È appassionato di auto e ha preso parte a diverse gare su pista.